# Economia dell'Umbria

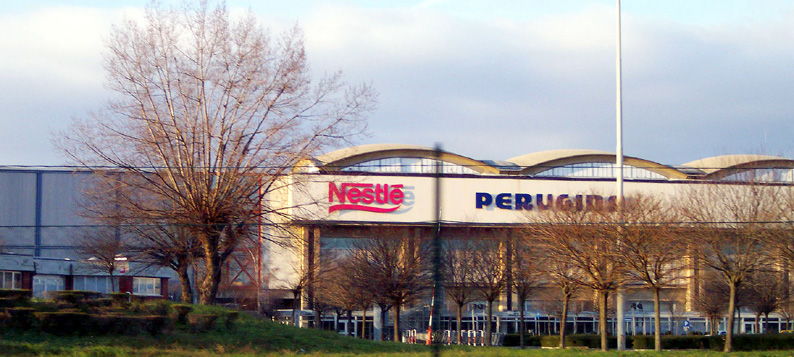
Perugia, la Nestlè-Perugina

L'economia dell'Umbria si può suddividere, al pari di tutte le altre, nei tradizionali tre settori economici: agricoltura, industria e artigianato, turismo e servizi
Nell'intera regione sono attivi oltre 230.002 lavoratori che lavorano quasi esclusivamente per piccole imprese: quasi il 95% delle imprese umbre, infatti, non supera i 10 addetti.
Il tasso di disoccupazione generale è del 10,5%, mentre il tasso di disoccupazione giovanile è del 31,1%. La Regione Umbria sta attraversando, negli ultimi anni, una crisi economica senza precedenti, con quasi tutti gli indicatori economici in negativo, ed uno scivolamento del lavoro verso forme precarie e a basso reddito.

## Agricoltura
Sebbene occupi solo il 2,7% della "popolazione attiva", l'agricoltura possiede comunque un posto di rilievo nell'economia e nella società umbra. Le colture principali sono la vite,  l'olio, il frumento e, soprattutto, il tabacco ma, tra le fonti principali di reddito, va annoverato anche il tartufo nero (Norcia e Spoleto), della cui produzione l'Umbria si colloca ai primissimi posti in Italia. La vitivinicoltura, sia per la qualità che per la quantità, è conosciuta ed apprezzata a livello internazionale: eccellenti vini DOC e DOCG come l' Orvieto, il  Torgiano, i  Colli del Trasimeno e il  Montefalco sono i "fiori all'occhiello" di questo comparto economico. La coltura dell'olivo in particolare ha tradizioni risalenti al periodo etrusco. L'ottima qualità dell'olio umbro è determinata sia dal clima mite, che consente una lenta maturazione del frutto, sia dal momento della raccolta delle olive che, con una semplice spremitura, permette di avere il massimo fruttato. La coltivazione del tabacco, introdotta in regione all'inizio del secolo scorso, ha portato l'Umbria ad essere il maggiore produttore in Italia insieme alla Campania.
L'agricoltura è praticata con metodi tradizionali, quindi si privilegiano colture specializzate: tabacco, girasoli, barbabietola da zucchero, cereali e soprattutto oliveti e vigneti che permettono la produzione di olio e vino e altri.

## Industria e artigianato
Gli insediamenti industriali siderurgici, metalmeccanici e quelli chimici sono concentrati nella provincia di Terni, si sono sviluppati nel corso del XIX secolo. Questa zona è storicamente e culturalmente legata all'industria pesante: la "Acciai Speciali Terni" ad esempio era un tempo vero motore economico della provincia e, in parte minore, della regione stessa.
Nel polo di Città di Castello - San Giustino, di gran lunga il più importante a livello regionale, vi sono delle industrie per la produzione di macchine ed attrezzature per l'agricoltura. 
Le industrie meccaniche, aeronautiche, ferroviarie e per la produzione di macchine utensili, cuscinetti, motori elettrici ed impianti di vario genere sono concentrati nell'area di Foligno.
L'industria tessile, delle pelli, dell'abbigliamento e del cuoio è concentrata nel perugino e nell'Alta Valle del Tevere. L'industria alimentare, con circa 1.200 aziende, costituisce un punto di forza dell'economia regionale. Oltre che il vino nell'area del Lago Trasimeno è da segnalare l'olio di oliva nello spoletino, con la presenza di industrie di commercializzazione e trasformazione con mercato a livello nazionale e internazionale. 
Grande rilevanza nell'economia hanno anche l'industria dolciaria (punta di diamante la Perugina-Nestlé a Perugia), il comparto delle acque minerali (a Sangemini e Gualdo Tadino), la produzione di mangimi per la zootecnia (nella zona industriale di Bastia Umbra) e la trasformazione industriale delle carni e quella casearia.
L'artigianato, di antica tradizione ed ancor oggi attivissimo, rappresenta un notevole patrimonio economico, artistico e culturale. Nella ceramica, nel legno e mobilio, in alcuni rami del tessile e abbigliamento l'azienda artigiana caratterizza la produzione e raggiunge livelli di alta qualità. Le principali aziende del mobilio si trovano nell'Alta Valle del Tevere e nel tuderte; quelle del ferro battuto a Gubbio e ad Orvieto, mentre quelle produttrici di ceramica a Deruta, Gualdo Tadino, Gubbio, Orvieto e Città di Castello.

## Servizi e turismo
Il turismo comprende circa quattro milioni di turisti l'anno, di cui circa mezzo milione provenienti dall'estero. Gli arrivi turistici nel 2007 sono stati di 1.556.072 italiani e 637.362 stranieri. Il ventaglio dell'offerta turistica è ampio e diversificato: al richiamo religioso-storico-artistico, si è affiancato quello culturale, congressuale e ambientale, agrituristico. Degno di nota è anche il mercato immobiliare che, nel contesto turistico, offre a disposizione di compratori provenienti da altre regioni o dall'estero un'abitazione per le vacanze in un ambiente naturalistico. Sotto questo punto di vista si pone in competizione con la Toscana, mantenendo un valore dei terreni più contenuto.
Nel (anno) le strutture ricettive attive nella regione erano circa 4000, dato che evidenzia un aumento sostenuto del numero delle stesse negli ultimi 15 anni, anche se in misura ridotta rispetto al resto d'Italia.
In forte aumento il numero di bed and breakfast (quintuplicati) e agriturismi (raddoppiati), questi ultimo rappresentano circa il 25% del numero di posti letto totali.

## Performance macroeconomiche
Di seguito la tabella che riporta il PIL ed il PIL procapite prodotto nell'Umbria dal 2013 al 2019:
|                                  | 2013   | 2014   | 2015   | 2016   | 2017   | 2018   | 2019   |
| -------------------------------- | ------ | ------ | ------ | ------ | ------ | ------ | ------ |
| PIL pro capite                   | 24.055 | 23.367 | 24.093 | 23.992 | 24.450 | 25.042 | 25.239 |
| PIL totale (in miliardi di Euro) | 20,14  | 19,60  | 20,15  | 19,89  | 21,61  | 21,62  | 21,71  |

Di seguito la tabella che riporta il PIL,  prodotto in Umbria ai prezzi correnti di mercato nel 2006, espresso in milioni di euro, suddiviso tra le principali macro-attività economiche:
| Macro-attività economica                                                         | PIL prodotto | % settore su PIL regionale | % settore su PIL italiano |
| Agricoltura, silvicoltura, pesca                                                 | 403,0 €      | 1,95%                      | 1,84%                     |
| Industria in senso stretto                                                       | 3671,8 €     | 17,80%                     | 18,30%                    |
| Costruzioni                                                                      | 1404,8 €     | 6,81%                      | 5,41%                     |
| Commercio, riparazioni, alberghi e ristoranti, trasporti e comunicazioni         | 4094,4 €     | 19,85%                     | 20,54%                    |
| Intermediazione monetaria e finanziaria; attività immobiliari ed imprenditoriali | 4545,1 €     | 22,03%                     | 24,17%                    |
| Altre attività di servizi                                                        | 4202,4 €     | 20,37%                     | 18,97%                    |
| Iva, imposte indirette nette sui prodotti e imposte sulle importazioni           | 2309,7 €     | 11,2%                      | 10,76%                    |
| PIL Italia ai prezzi di mercato                                                  | 20631,1 €    |                            |                           |

Il confronto tra il dato regionale e il dato nazionale, espressi in termini percentuali, evidenzia una maggiore incidenza nell'economia regionale, rispetto alla media nazionale, del settore delle costruzioni e degli altri servizi, tra i quali sono compresi i servizi della Pubblica Amministrazione, della Sanità e dell'Istruzione.
Al 2021 il reddito pro capite in Umbria è di 19.437,4€. In crescita del 3,5% rispetto al 2019, quinto miglior risultato dopo quelli di Lazio (+5,8%), Sicilia (+4,3%), Basilicata (+4,2%) e Campania (+4,1%). In provincia di Perugia il reddito è di 19.782,3 euro, superiore del 6,9% a quello in provincia di Terni: 18.424,3€.